# Худі а моцні
Худі а моцні (Hudi a Mocni) — український рок-гурт з Торонто (Канада). Гурт засновано українцями, емігрантами у Канаду із колишньої Югославії. Він виконує пісні українською мовою у стилі поп-рок.

## Біографія
Гурт було засновано на початку 1999 році у Торонто гітаристом Влатком Лепким та співаком Тіно Брелаком. Ними була перекладена українською мовою та записана пісня «Так як какао» македонського рок-гурту Леб и сол (Хліб та сіль). Успіх цього запису спонукав Влатко та Тіно зібрати гурт, який складався із українців вихідців із Боснії та записати ще декілька пісень з колишньої Юґославії, і в такий спосіб поєднати музику своєї юності та україномовні тексти. Того ж року вийшов у світ альбом гурту із однойменною назвою «Худі а моцні». Альбом був добре прийнятий українською громадою у Торонто і продовжує виконуватись на українських радіостанціях і вечірках по всій Північній Америці і Європі.
Після запису альбому був зібраний гурт для участі у концертних виступах. Гурт виступає переважно перед українською громадою в Торонто і околицях. Крім Влатка і Тіно, які є засновниками і незмінними учасниками гурту у перший склад входили Беата Вуйцік, Уляна Сулятицька, Петро Полянський, Даріо Міхалішін, Ігор Гемон та Ростик Гурський.
Другий альбом гурту «Худі а моцні» вийшов 22 жовтня 2004 року. Назва альбому «7 п'ятниць на тиждень» була запропонована колишнім учасником Ростиком як пропозиція, щоб облишити грати концерти суто по п'ятницях.
«Худі а Моцні» брали участь у численних музичних заходах у Канаді та Америці, були неодноразовими учасниками «Bloor West Village Festival», «Uke-Stock», «Pre-Malanka» та численних забав та заходів, організованих різноманітними українськими громадськими та молодіжними організаціями в Канаді. 

## Склад
- Влатко Лепкий — гітара
- Тіно Брелак — вокал
- Андрій Полянський — бас-гітара
- Петро Маркевич — бубен
- Ігор Летвенчук — скрипка, акустична гітара

## Дискографія

### Худі а моцні (1999)
1. В мене в авті там зі заду
2. Рідний край
3. Життя це море
4. Команда
5. Коли ти є тут
6. Гроші
7. Танцюємо
8. Осінь у мені
9. Так як какао
10. Дурію за то6ов

### 7 Fridays a Week (2004)
1. Що буде
2. Другий Світ
3. Твоя Любов
4. За Кордоном
5. Музика
6. Перехрестя
7. На Переході Епох
8. Нам Лише Любов Потрібна
9. Заспані Люди
10. Момент